# Culto cristiano
El culto cristiano ha sido considerado como el acto central de identidad religiosa a través de la historia del cristianismo. Muchos teólogos religiosos han definido la humanidad como “homo adorans”, o sea, “el hombre que rinde culto", significando así que el culto a Dios es central para comprender al ser humano.

## Tradición litúrgica
En el Catolicismo, en la Iglesia Ortodoxa y en algunas ramas de la (Alta Iglesia) del Anglicanismo y del Luteranismo, el culto de adoración a Dios es prestado en la liturgia: acto del hombre que adora (acción ascendente) y del Dios que salva (acción descendente).
El término liturgia deriva del griego "ergosleitor" (acción del pueblo), donde los dotados de propiedades practicaban filantropía para con los necesitados y estos, agradecidos, alababan tales actos, algo parecido sucede en la liturgia: Dios santifica y concede gracias al hombre y este, en gratitud, lo adora y sirve, alcanzando así su salvación eterna, principalmente a través de su participación, por gracia divina, de los méritos del sacrificio de Cristo en la cruz. Este sufrimiento y sacrificio redentor y supremo es renovado por la Eucaristía y celebrado en la Misa.
De ahí que el culto es celebrado de forma solemne, seguido de una orden estricta de servicio y centrada precisamente en la Misa, más precisamente en la Eucaristía.

### La Iglesia Católica

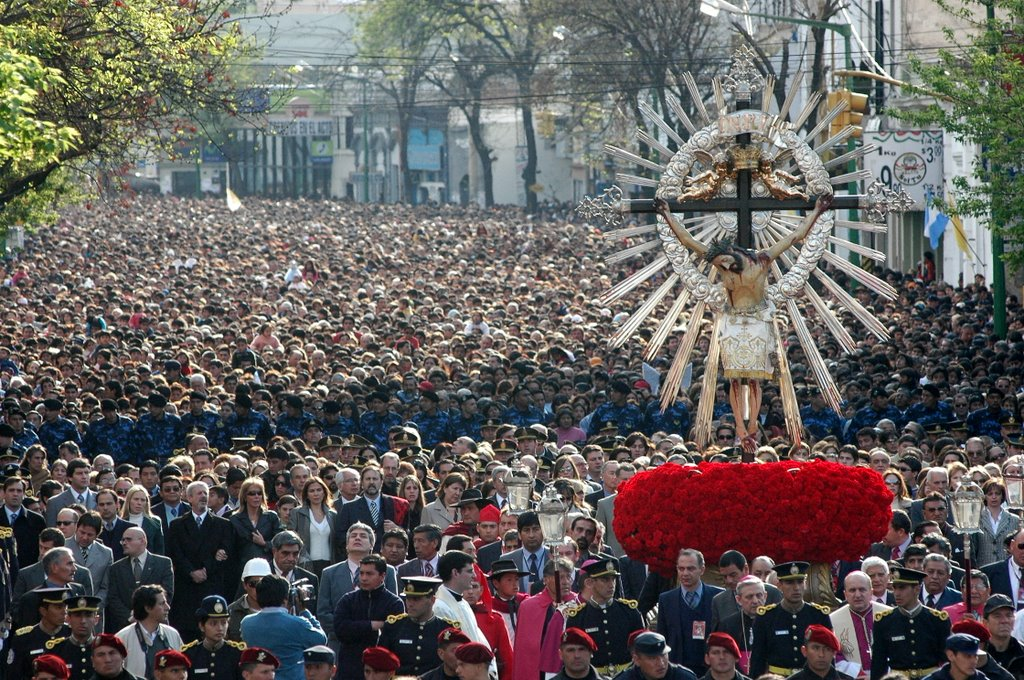
Procesión del Señor y Virgen del Milagro en la provincia de Salta (Argentina).

En la Iglesia católica, además del culto de adoración a Dios (latría), existe también el culto de veneración a los Santos (dulía) y a la Virgen María (hiperdulía). Estos dos cultos, siendo el primero más importante, son muy diferentes, pero ambos son expresados a través de la liturgia, que es el culto oficial y público de la Iglesia Católica, y también a través de la piedad popular, que es el culto católico privado. 
Dentro de la piedad popular, que es de cierto modo facultativa, se destacan indudablemente las devociones; mientras que en la liturgia, se destaca la Misa (de asistencia obligatoria los Domingos y fiestas de guardar) y la Liturgia de las Horas. La Iglesia permite también la veneración de imágenes y de reliquias sagradas de Cristo, de los Santos y de la Virgen María. Pero, en el caso de las reliquias, ellas tienen que ser primero autentificadas por la Iglesia, para que su veneración sea autorizada.

## Tradición reformada
Desde la publicación del libro de Martín Lutero El Cautiverio Babilónico de la Iglesia las iglesias protestantes reenfocaron el culto cristiano, basándolo en la lectura y exposición de la Palabra, ya sea por himnos o sermones. La música es solemne, generalmente acompañada por un órgano, o, en algunos casos de coros u orquestas. La participación colectiva de la congregación es alentada: la iglesia canta al unísono, se recitan confesiones de fe, se hacen lecturas de respuestas. Los rituales son más simples, refutan las vestiduras, son sobrios y buscan la adoración divina.
El Culto Tradicional tiene un contenido programático pero no tan ritual como el estilo Litúrgico, sino sería un estilo semi litúrgico.
Lo que llamamos adoración tradicional surgió inmediatamente después del fin de la Edad Media. Fue una corrección de estilo de culto medieval, con el fin de corregir sus abusos.
Durante los siglos XVI y XVII, se desarrolló un estilo litúrgico modificado, tanto en Suiza como en Inglaterra. Estos cultos, menos estructuradas que los planificados por Lutero y Cranmer, fueron los precursores de los cultos tradicionales de nuestros días.
Juan Calvino (1500-1564) fue el líder de la Reforma en Ginebra y en sus consideraciones en cuanto al culto estaban que la Cena del Señor sirviera como una herramienta para la exhortación de la Iglesia y no como un ritual elaborado y que el culto debe ser recibido con fe para obtener la gracia de Dios derivada de él. La liturgia debe seguir tres reglas: Cantar solamente salmos y no himnos, acompañados sólo de melodía y armonía, era obligatoria la predicación exegética en todos los cultos semanales.

## Iglesias evangélicas

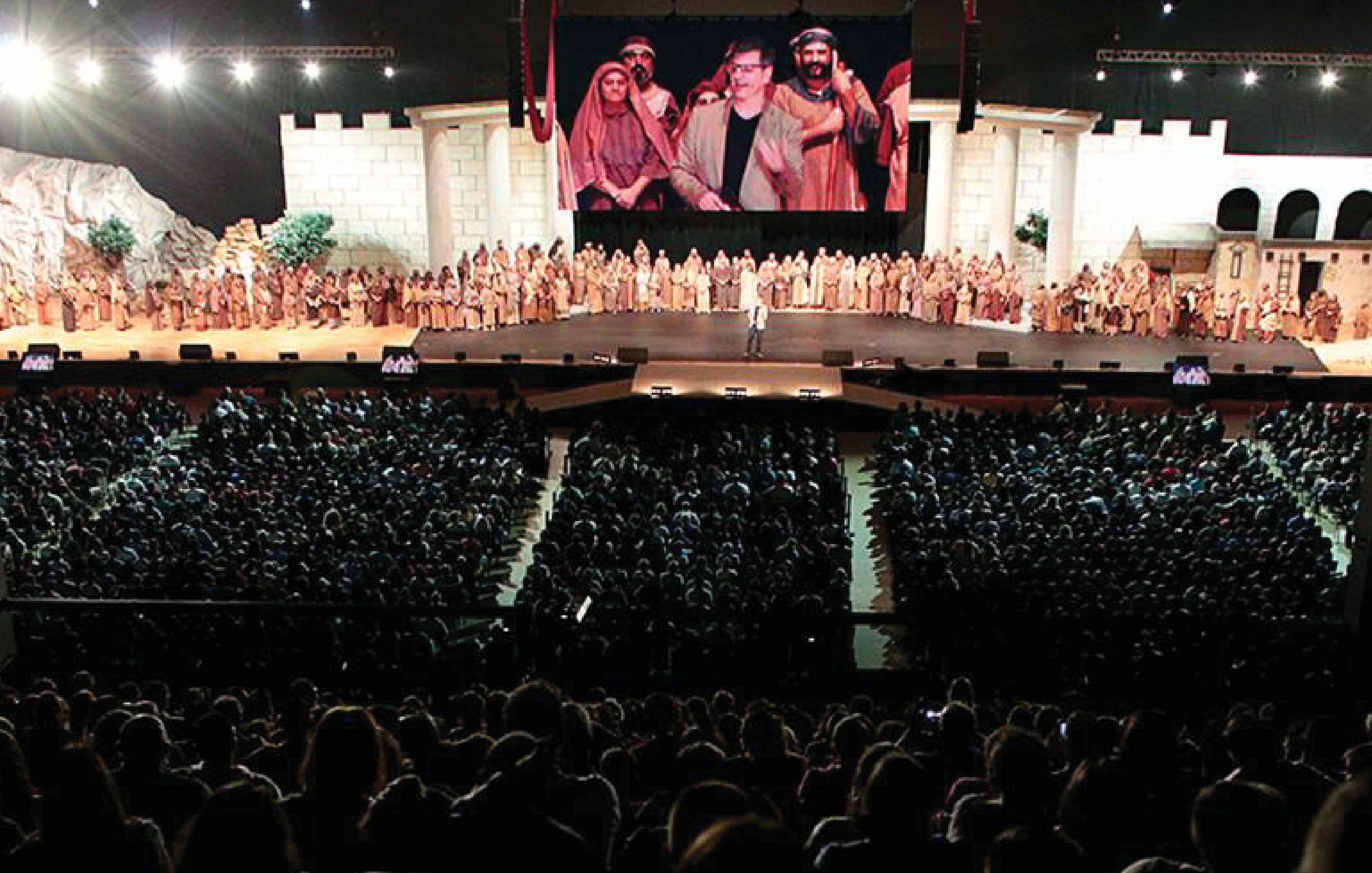
Espectáculo sobre la vida de Jesús durante un servicio en la Igreja da Cidade, afiliada a la Convención Batista Brasileña, en São José dos Campos

El culto evangélico se ve como un acto de adoración a Dios. No hay liturgia, debido a que la concepción de la adoración es más informal. Por lo general, las iglesias evangélicas son administradas o dirigidas por un pastor. El culto contiene dos partes principales, la alabanza (música cristiana) y el sermón, acompañada de la comunión periódica.